# Cor Pot
Cornelis Geert Aaldrik (Cor) Pot (Den Haag, 8 juni 1951) is een Nederlands voormalig betaald voetballer en oud-trainer van onder meer NAC, Excelsior en Jong Oranje.
Pot speelde in de jeugd bij Sparta Rotterdam en maakte in het seizoen 1970-1971 zijn debuut voor Sparta. De spits slaagde er de seizoenen die volgen niet in definitief door te breken bij de Rotterdammers en vertrok in de zomer van 1973 naar MVV.
Hier speelde hij wel een constant seizoen, waarna Haarlem hem voor aanvang van het seizoen 1974-1975 inlijfde. Met Haarlem, waar hij onder meer samen speelde met Johan Derksen degradeerde Pot naar de eerste divisie.
Eind 1975 vertrok hij naar Excelsior, waarmee hij in 1976 eveneens degradeerde naar de eerste divisie. Pot bleef echter op Woudestein, onder trainer Thijs Libregts, en werd met de Kralingers in 1979 kampioen van de eerste divisie. In 1979/80 werd een negende plaats in de middenmoot van de eredivisie bereikt. In 1981 sloot de aanvaller zijn loopbaan als speler in het betaalde voetbal op huurbasis af bij eerste divisionist FC Vlaardingen '74, dat aan het eind van dat seizoen 1980/81 failliet ging. Hierna speelde hij nog in het amateurvoetbal.
Hierna werd hij trainer en werkte in verschillende functies in binnen- en buitenland. Zijn laatste functie als trainer in het betaalde voetbal was coach van Jong Oranje. Op 6 januari 2012 werd bekend dat Cor Pot na het Europees kampioenschap van 2013  dat wordt gehouden in Israël afscheid neemt als hoofdcoach van het Nederlands elftal onder 21. Jong Oranje verloor in de halve finale van het toernooi met 1–0 van Jong Italië.
Pot was als assistent-trainer vaak werkzaam met Dick Advocaat. In november 2018 verscheen zijn biografie Mooie Cor, geschreven door Mayke Wijnen.
Van 31 juli tot 23 november 2021 was Pot assistent-bondscoach van Irak onder bondscoach Dick Advocaat. Cor Pot was op positie 23 van de lijst van 50-PLUS, 1 van de 3 lijstduwers, voor de Provinciale Staten-verkiezingen 2023 in Zuid-Holland. De andere twee waren Thijs Libregts en Jorien van den Herik, ook twee in Rotterdam wonende bekenden uit de voetbalwereld. In januari 2024 werd hij assistent van Advocaat bij Curaçao.